# Politique linguistique du Canada
La politique linguistique du Canada désigne l’ensemble des lois, principes et mesures employées par le gouvernement du Canada pour encadrer les relations entre les différentes langues sur son territoire.
Cette politique est définie depuis 1982 par la Charte canadienne des droits et libertés, garantissant en principe l’égalité de statut de l’anglais et du français dans la législature, les tribunaux, les services publics et les institutions du gouvernement du Canada. Elle vise à « appuyer le développement des minorités francophones et anglophones » réparties sur le territoire canadien et de « favoriser, au sein de la société canadienne, la progression vers l’égalité de statut et d’usage du français et de l’anglais ».
Le « thème le plus permanent en histoire au Canada », la politique linguistique a toujours été un enjeu majeur chez les groupes en situation de minorité linguistique au Canada, pour qui le respect de leurs droits en cette matière demeure lié à la survie de leur communauté. À cause des nombreux écarts qui ont séparé les textes de loi des conséquences de leur application dans la réalité, au fil de l’histoire du Canada, la politique linguistique est toujours demeurée une source de débats, de crise et de controverses.

## Historique
Afin de bien comprendre la nature des droits linguistiques au Canada, il importe de comprendre le processus par lequel ces droits ont été conçus, avant d’être inscrits dans des textes de loi puis appliqués. Ceux-ci découlent directement de l’issue de la guerre de la Conquête.

### Droits linguistiques après 1760
Depuis la Conquête, la survie de la culture et de la langue française en Amérique est une préoccupation constante pour les francophones. À la suite de la rupture de leurs liens avec la France, les habitants de l’ex-Nouvelle-France (qui se disaient alors Canadiens) se retrouvent dans une société où l’économie et la politique sont désormais dirigées par des représentants de l’Angleterre. Ceux-ci exigent que les affaires se fassent dans leur langue, par l’intermédiaire de leurs sociétés installées en Amérique. Le développement industriel du Québec ne se fait donc plus en fonction de ses propres priorités, mais en raison des besoins de la dynamique de l’économie globale nord-américaine.
Ce développement s’en tient pour l’essentiel aux ressources naturelles, exploitées au Québec mais transformées ailleurs. Les établissements sont pour la plupart des succursales de sociétés anglaises ou américaines, et administrées par des étrangers de langue anglaise. Dès lors, la langue anglaise s’impose au fil des siècles comme langue de travail, langue du commerce, langue de la technique et, éventuellement, langue de l’ascension sociale.
Ainsi, durant une très longue période allant du traité de Paris en 1763 jusqu’au milieu du 20e siècle, la langue française et la langue anglaise demeurent sans statut bien défini. Dans cet univers, les Canadiens, avec leur langue et leur culture française, se retrouvent mis à l’écart. Toutefois, une langue maternelle et la culture qu’elle véhicule se quittent rarement et difficilement. Malgré les incitations et la tentation toujours renouvelées de céder à l’attrait de la langue anglaise — d’abord à la fin du 18e siècle par certains membres du haut clergé, puis plus tard au début du 19e siècle par le rapport Durham —, les Canadiens, devenus sujets britanniques malgré eux, « persistent naturellement à parler français et demandent avec insistance et constance au nouveau pouvoir politique de leur en garantir le droit ».

### Parlement de 1791 et rébellion de 1837
Si les autorités reconnaissent ce droit dans une certaine mesure dans l’Acte de Québec de 1774, elles n’en font aucune mention dans la loi créant le Parlement de 1791, les provinces du Haut et du Bas-Canada et leurs administrations respectives. Lorsque les Canadiens réclament plus d’autonomie pour leurs élus, les Anglais s’organisent et tentent d’imposer une union des deux Canada qui leur donnerait la majorité dans la représentation. Les Français refusent et s’arment. Les Anglais insistent et s’arment aussi, puis attaquent. La rébellion des Patriotes éclate à la fin de 1837. Celle-ci est violemment réprimée par les troupes britanniques, à la demande du gouverneur général Gosford. Le Parlement est alors suspendu, les Patriotes traqués et leur chef, Papineau, exilé.
À la suite de cette rébellion, Londres nomme un nouveau gouverneur général, Lord Durham, pour venir faire enquête au Canada. Il en vient à recommander l’union des deux Canada, afin de donner la majorité aux Anglais (400 000 Anglais dans le Haut-Canada plus 150 000 Anglais dans le Bas-Canada contre 450 000 Canadiens au total). Il recommande aussi une politique d’immigration britannique pour accélérer l’augmentation de cette majorité, forçant ainsi la subordination des Canadiens et rendant leur assimilation irrésistible. À la suite de ces recommandations, l’Acte d’Union des deux Canada est prononcé en 1841.

### Canada-Uni, 1841-1867
Dans la Constitution de ce nouveau Canada-Uni, à l’article 41, seul l’anglais est reconnu comme langue officielle. Dès l’ouverture du Parlement, Louis-Hippolyte La Fontaine prend la défense des droits du français comme langue parlementaire. L’article 41 est finalement abrogé en 1848, rétablissant le bilinguisme dans les faits. Cependant, aucune autre précision n’est apportée sur le statut des langues.
Le nouveau régime de l’Union devient rapidement ingouvernable. Révoltés par l’abrogation de l’article 41 et l’indemnisation des Canadiens éprouvés par la Rébellion de 1837, les marchands britanniques de Montréal se rassemblent devant le parlement. Ils envahissent l’immeuble, puis le saccagent et l’incendient.

### Confédération de 1867
En 1864, le Québec, l’Ontario, la Nouvelle-Écosse et le Nouveau-Brunswick décident de s’unir tout en s’accordant à chacun une certaine autonomie. Les représentants des quatre territoires rédigent leur propre constitution, tout en prenant soin d’exclure les Rouges du Québec opposés à ce nouveau projet de « confédération ». L’Acte de l’Amérique du Nord britannique, voté comme une simple loi privée par le Parlement de Londres, donne naissance au Canada le 1er juillet 1867.
Dans la Constitution de cette nouvelle entité, deux paliers de gouvernement sont prévus : un provincial et un fédéral, chacun avec ses propres organes de gouvernance. Les pouvoirs et les domaines de compétence sont partagés entre les deux paliers. Un article (le 133e) traite des langues française et anglaise, mais uniquement pour le Parlement du Canada et la législature du Québec : « dans ces deux instances, les lois et les procès-verbaux doivent être rédigés dans les deux langues et l’usage de l’une ou de l’autre dans les débats est, en principe, libre et facultatif ». Les Canadiens deviennent alors les Canadiens français, et les Anglais deviennent les Canadiens anglais.

### Un Canada de plus en plus anglophone et centralisé
En l’absence d’une obligation de maintenir la présence du français dans les législatures des autres provinces du Canada, plus rien ne permettra d’empêcher le déclin démographique des francophones ni d’éliminer la discrimination à leur égard — y compris au Québec où ils étaient majoritaires. Malgré plusieurs initiatives visant à relever la qualité de la langue française au Québec — comme les Congrès de la langue française au Canada et les recueils d’anglicismes produits par la Société du parler français au Canada —, toutes ces mesures visant à donner la primauté au français seront rejetées ou invalidées, au nom d’une égalité théorique entre l’anglais et le français. Quant aux mesures visant à mettre en pratique cette égalité théorique, elles seront pour la plupart ignorées, sinon réduites à des questions de traduction de textes rédigés et pensés en anglais, ou alors à des domaines essentiellement symboliques.
En dehors de l’Article 133 de l’Acte de l’Amérique du Nord britannique, aucune loi ne fixait de façon claire le statut de l’anglais et du français dans les législatures autres que celle du gouvernement fédéral et du gouvernement du Québec. Cette absence de définition du statut du français conduisit à un vaste mouvement d’effacement des droits de la minorité canadienne-française dans les provinces hors du Québec.
Ainsi, en 1871, le Nouveau-Brunswick supprime les écoles françaises et interdit l’enseignement du français dans les écoles. En 1877, l’Île du Prince Édouard interdit à son tour l’enseignement du français dans les écoles. En 1890, la législature du Manitoba abolit les droits linguistiques et religieux de sa minorité francophone, faisant de l’anglais la seule langue officielle de la province. En 1890, les Territoires du Nord-Ouest (pourtant sous juridiction fédérale) interdisent l’usage du français dans leur législature et leurs cours de justice. La même année, l’Ontario élimine l’enseignement en français au secondaire. En 1892, les Territoires du Nord-Ouest interdisent l’enseignement du français dans leurs écoles.
En 1905, au moment de la création des provinces de l’Alberta et de la Saskatchewan, aucun droit n’est accordé aux francophones. En 1912, l’Ontario adopte le règlement 17 afin d’éliminer l’enseignement en français à partir de la troisième année du primaire. En 1916, le Manitoba interdit l’enseignement en français dans toutes les écoles primaires et impose l’unilinguisme anglais au Parlement et dans les tribunaux. En 1929, la Saskatchewan abolit à son tour l’enseignement du français.
En résumé, le Dominion of Canada (Puissance du Canada) né de la Confédération de 1867 a donné un poids et une influence sans précédent à la langue anglaise. Désireux de voir leur culture britannique se répandre et se perpétuer en Amérique du Nord face à la puissance des États-Unis, les Canadiens anglais ont affirmé avec vigueur leurs symboles les rattachant à l’Angleterre (armoiries, parlementarisme britannique, hymne national, etc.). La Politique nationale du gouvernement de John A. MacDonald a encouragé l’immigration d’origine britannique (au profit de l'immigration des pays francophones), ce qui a augmenté le poids de la population anglophone dans les nouvelles provinces à l’ouest de l’Ontario, qui se sont jointes à la fédération canadienne à partir de 1870.
Par la suite, si le Statut de Westminster de 1931 offre au Canada une certaine indépendance politique et constitutionnelle par rapport à l’Angleterre, ces changements n’amèneront aucune mesure pour changer la dynamique de déclin du français au Canada. Il faut d'ailleurs attendre à 1959 pour qu’un service de traduction instantanée des débats soit instauré à la Chambre des communes à Ottawa — 92 ans après la Confédération.

### Première Guerre mondiale
Une nouvelle dynamique se met en place dès la Première Guerre mondiale. À la suite de la mise en vigueur des mesures de guerre, le gouvernement du Canada se retrouve avec des pouvoirs exceptionnels, lui permettant d’intervenir plus que jamais dans la vie des citoyens. Bien que ces pouvoirs soient limités dans le temps pour répondre aux exigences de la guerre, une fois le conflit terminé, la dynamique de centralisation des pouvoirs reprend de plus belle avec la crise économique des années 1930. Face à des problèmes de chômage sans précédent, les gouvernements des provinces se retrouvent cruellement en manque de ressources.
Selon les pouvoirs que lui confère la Constitution de 1867, le Parlement d’Ottawa possède des sources de revenu dépassant largement ses dépenses, par rapport à celles des provinces. Afin de remédier à une situation affectant toutes les provinces, le gouvernement du Canada se met à s’ingérer progressivement dans les champs de compétence exclusive des provinces, en promettant que les champs de compétence seront restitués une fois la crise résolue. Toutefois, l’arrivée d’une seconde Guerre mondiale aura pour effet d’accentuer la dynamique de centralisation, toujours dans la même direction.

### Centralisation des pouvoirs
Après la Seconde Guerre mondiale, le gouvernement du Canada dirigé par Mackenzie King annonce une nouvelle politique de reconstruction. Cette politique a pour but de négocier un nouveau partage de compétence entre le gouvernement fédéral et les gouvernements des provinces, afin de permettre à Ottawa de conserver les nouveaux champs de compétence qu'il a obtenus au cours de la guerre. L'objectif à long terme était de permettre une politique de développement unifiée pour l’ensemble du Canada. Cette logique se heurte à l’autonomie et aux champs de compétence exclusive des provinces. Plus que jamais, les Canadiens français ressentent alors la puissance et l’influence de la culture et de la langue anglaise dans leur propre société. Les Québécois, tout particulièrement, voulant retrouver un certain contrôle sur leurs affaires, organisent une opposition forte face à Ottawa. Le gouvernement du Québec, dirigé par Maurice Duplessis, mène cette lutte pour protéger l’autonomie des provinces en vertu de la Constitution de 1867.
En réaction, le successeur de Mackenzie King, Louis Saint-Laurent, change d’approche. Son souci était qu’en cas de conflit entre le gouvernement du Canada et le gouvernement d’une province, les citoyens seraient naturellement plus sympathiques à la cause de leur province qu’à celle du gouvernement fédéral (du fait que les responsabilités des provinces relèvent généralement de domaines de la vie courante : santé, éducation, transport, etc.). Ainsi, afin de faire basculer la sympathie du public canadien du côté du fédéral, le gouvernement du Canada se mettra à accroître sa visibilité auprès des citoyens en développant des programmes sociaux dits « nationaux » (pancanadiens). Si ces programmes sont pensés et planifiés par Ottawa afin d’être administrés par le gouvernement du Canada (en majorité composé de députés et d'employés unilingues anglophones), la proportion très faible de Canadiens français au sein de l’administration fédérale révèlera les risques de perte d’influence pour les Québécois, notamment en matière de langue. C’est pourquoi une grande majorité de Québécois appuiera le gouvernement de Maurice Duplessis dans la défense de l’autonomie de leur province et s’opposera à l’implémentation des programmes proposés par King et Saint-Laurent.
Malgré ces efforts, plusieurs déséquilibres dans l’administration fédérale, les entreprises et la Constitution de 1867 vont amplifier la situation minoritaire des Canadiens français.

### Loi sur les langues officielles
En 1963, face aux inégalités persistantes entre Canadiens anglais et Canadiens français, le gouvernement du Canada décide de créer une Commission royale d’enquête sur le bilinguisme et le biculturalisme. La Commission (dirigée par André Laurendeau et Davidson Dunton) mène une enquête approfondie sur l’état du bilinguisme au Canada. Ses constats provoquent de fortes réactions dans l'opinion publique au Canada, avec des réactions contrastées entre le Québec et les provinces majoritairement anglophones. Dans la première partie de son rapport, publiée en 1967, la Commission recommande de modifier les institutions fédérales et de faire de l’anglais et du français les deux langues officielles du Canada. C’est ce qui se produira en 1969, avec l’adoption de la Loi sur les langues officielles.
L’adoption de cette loi se voulait une innovation dans ce sens. Adoptée en opposition au principe du statut particulier pour une province (nommément le Québec), cette loi visait à garantir qu’un certain nombre de services relevant du gouvernement fédéral soit offert dans les deux langues officielles — le français et l’anglais — partout au Canada. Il faut en revanche attendre jusqu’en 1986 avant que les francophones n’obtiennent, proportionnellement, leur part des emplois fédéraux.
En 1971, le premier ministre Pierre Trudeau décide de récuser le concept de biculturalisme, qu’il juge trop ancré dans une conception dépassée du Canada (d’un pays né par « deux peuples fondateurs »). Opposé à toute formule de décentralisation des pouvoirs vers les provinces, Trudeau opte pour le principe du multiculturalisme. Il délaisse également le bilinguisme au profit du multilinguisme, ancrant sa conception des droits linguistiques dans celle des droits fondamentaux de la personne et de l’égalité des personnes devant la loi. Afin de mettre en application cette théorie, Trudeau tentera (sans succès) de rapatrier la Constitution en 1971 afin d’y intégrer cette notion de multiculturalisme, avec l’ajout d’une Charte des droits de la personne. C’est à la suite du rapatriement de la Constitution autorisé par la Cour suprême (et l’accord de neuf provinces, sauf le Québec) ce principe sera finalement enchâssé dans la loi du pays en 1982, puis renforcé avec l’adoption de la Loi sur le multiculturalisme canadien en 1988.

## Principes

### Deux langues officielles, un seul Canada

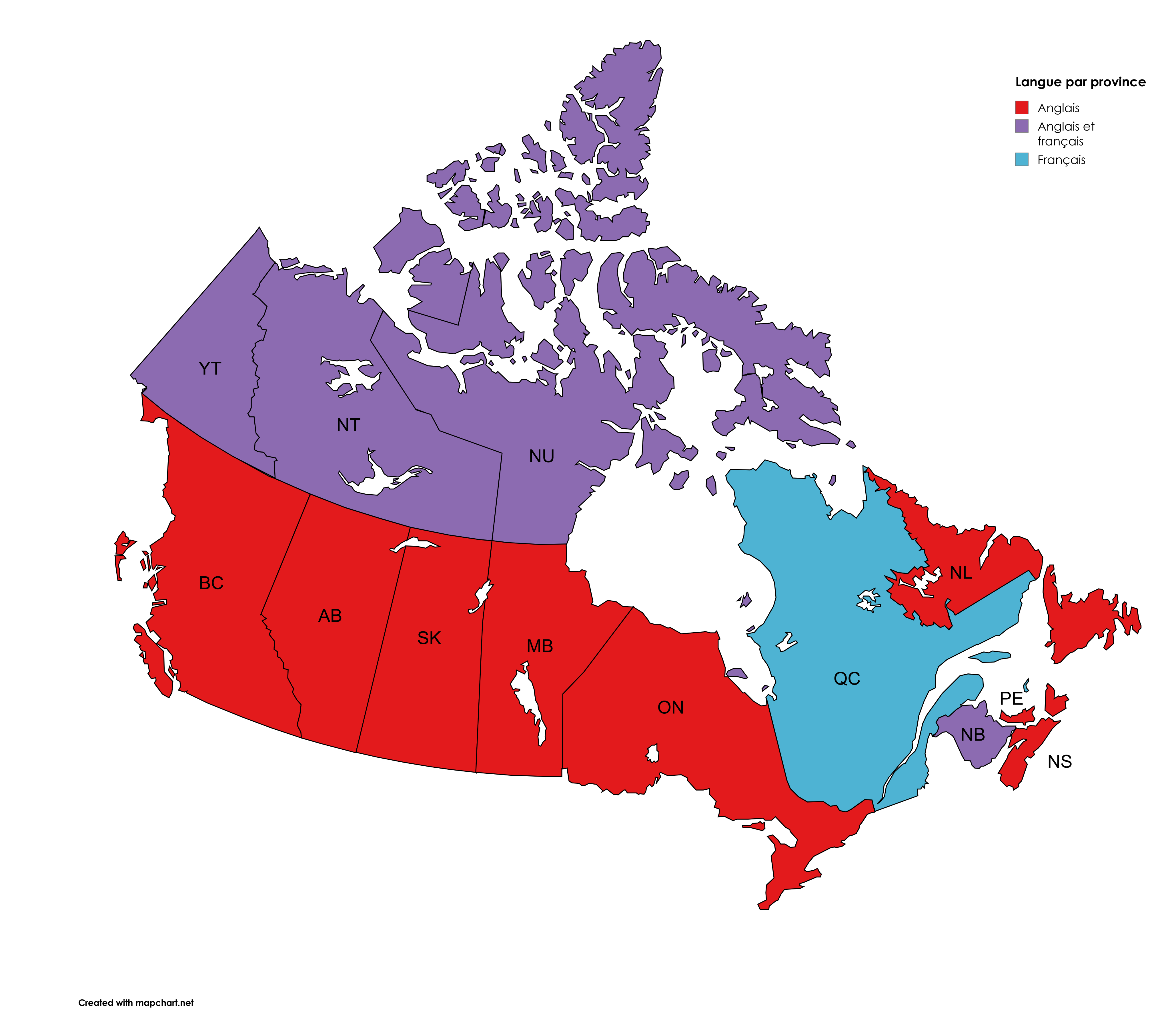
Langue officielle par province canadienne (rouge : anglais ; bleu : français ; mauve : bilingue).

Selon la Constitution de 1982, le Canada possède deux langues officielles : l’anglais et le français. En tant que langues officielles, le français et l’anglais ont un statut, des droits et des privilèges égaux. Cette conception symétrique des droits linguistiques distingue, d’une part, les « Canadiens d’expression française, concentrés au Québec mais présents dans le reste du Canada » et, d’autre part, les « Canadiens d’expression anglaise, concentrés dans le reste du pays mais aussi présents au Québec ». La définition de ce dualisme signifie que le Canada compte deux majorités au sein desquelles se trouvent des minorités devant être protégées. L’application de ce principe consiste donc à prendre des moyens pour protéger la langue anglaise au Québec au même titre que la langue française dans les provinces anglophones et bilingues (comme au Nouveau-Brunswick).
D’un point de vue strictement juridique, on peut distinguer trois catégories de langues au Canada : les langues officielles ou garanties par la Charte des droits et libertés, les langues autochtones (parlées par les Métis, les Inuits et les Autochtones) et les « langues immigrantes » (sans statut officiel au Canada mais reconnues comme langues nationales ou régionales ailleurs). La politique linguistique canadienne se fonde sur une conception individuelle. Le droit à la langue est considéré comme un droit individuel fondamental et l’égalité des langues se base sur l’égalité des individus devant la loi. Cette conception s’oppose à la théorie des droits collectifs ou territoriaux.
Contrairement aux sujets relevant d’un domaine de compétence exclusive à un palier de gouvernement précis, la langue est une matière relevant d’une double juridiction : « La langue n’est pas une matière législative indépendante, elle est “accessoire” à l’exercice de la compétence relative à une catégorie de sujets attribuée au Parlement ou aux assemblées législatives provinciales par la Loi constitutionnelle de 1867 ». Le pouvoir de légiférer dans le domaine linguistique appartient donc au gouvernement fédéral et aux gouvernements des provinces, en vertu des compétences législatives attribuées par la Constitution canadienne.
Bien que la reconnaissance et la définition de ces droits aient souvent été « semées d’embûches, marquées de reculs, d’affrontements et d’échecs », la présence de deux communautés linguistiques distinctes au Canada et la volonté de leur aménager une place de choix dans la vie canadienne constituent « l’un des fondements du régime fédéral, à défaut de quoi il n’aurait pratiquement plus de raison d’être ».
La préoccupation pour les enjeux linguistiques demeure fondamentalement un enjeu chez les minorités linguistiques. La condition minoritaire, par définition, place ses membres dans une position collectivement vulnérable faisant en sorte que le respect de ses droits est une préoccupation de tous les jours. Malgré l’égalité théorique et les mesures implémentées par le gouvernement canadien depuis les années 1960, la politique linguistique au Canada a été constamment marquée par des écarts considérables entre les désirs exprimés dans les textes de loi officiels et les gestes posés dans la réalité.

## Conclusion
Source de nombreux différends entre les provinces et le gouvernement fédéral, la langue est une thématique centrale de l’histoire du Canada. Comme la religion et l’origine ethnique, la question de la langue demeure un élément indissociable de l’identité nationale. Elle est donc le reflet de débats opposants les différents groupes présents sur le territoire canadien, et les conceptions concurrentes de l’identité canadienne et de la manière dont le régime politique fédéral devrait refléter cette identité, à travers ses lois et ses institutions. Notamment, elle a opposé fréquemment le Québec aux autres provinces canadiennes sur la base de la théorie des peuples fondateurs — français et anglais — dont la confédération de 1867 constituerait en somme une forme de pacte reconnaissant l’égalité en principe de ces deux peuples. Peu partagée dans le Canada anglais, cette théorie s’opposait à la conception du Canada comme un pays fondamentalement de tradition, de culture et d’institutions anglaises, dans laquelle existaient différentes minorités ethniques et linguistiques, dont une minorité plus importante en nombre, de culture et de langue française.
Bref, malgré l’adoption de lois visant à protéger les droits individuels en matière de langue au Canada, l’interprétation de ces lois continue à se faire à travers le prisme de deux visions divergentes et collectives (l’une d’un point de vue majoritaire, l’autre du point de vue d’une minorité) de la définition même de la fédération canadienne.
 